# Obywatelstwo

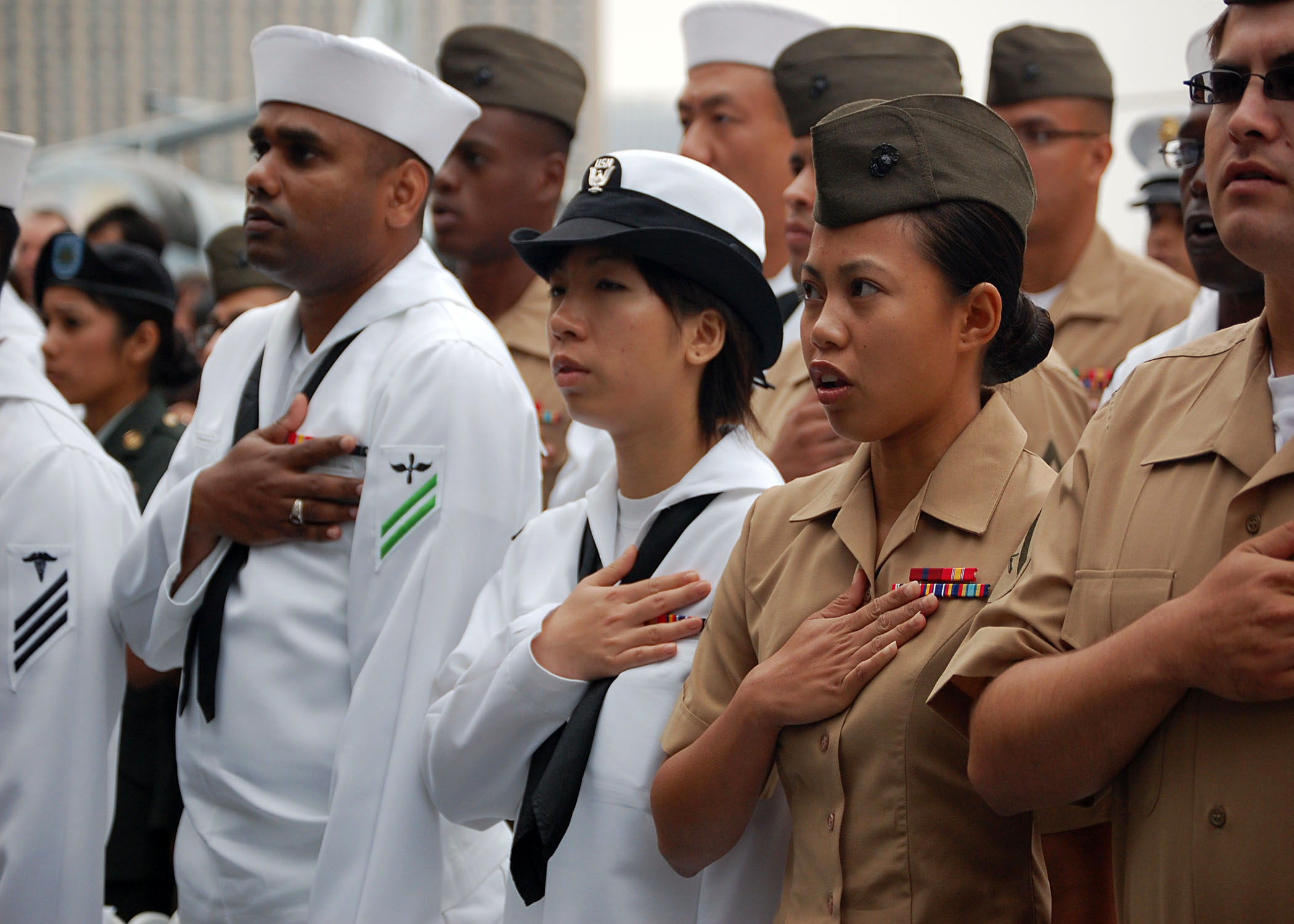
Ceremonia nadania obywatelstwa amerykańskiego

Obywatelstwo – przynależność osoby do określonego państwa, na mocy której jednostka ma określone prawa i obowiązki wobec państwa, a państwo – analogicznie – ma obowiązki i prawa wobec jednostki. Określenie spraw związanych z obywatelstwem, a w szczególności sposobów jego nabycia i ewentualnie także utraty, należy do samego państwa – jest to jego kompetencja wyłączna. Istnieją także regulacje prawa międzynarodowego dotyczące spraw związanych z obywatelstwem, a w szczególności unikania sytuacji bezpaństwowości i wielokrotnego obywatelstwa.
W opinii na temat dekretów o obywatelstwie w Tunisie i Maroku (1923) Stały Trybunał Sprawiedliwości Międzynarodowej uznał zagadnienie, czy dana sprawa należy, czy też nie wyłącznie do jurysdykcji wewnętrznej danego Państwa, jest pytaniem zasadniczo względnym; odpowiedź jest uzależniona od ukształtowania stosunków międzynarodowych [...] w sprawie, która, jak sprawa obywatelstwa, nie jest w zasadzie normowana przez prawo międzynarodowe, swoboda państwa manifestująca się w postępowaniu, jak chce, jest jednak ograniczona przez zobowiązania, które ma ono w stosunku do innych państw. W tym wypadku kompetencja państwa, zasadniczo wyłączna, ograniczona jest przez reguły prawa międzynarodowego.
Konwencja Ligi Narodów w sprawie zagadnień dotyczących kolizji ustaw o obywatelstwie z 1930 r. w art. 1 głosi Każde Państwo władne jest określić w swym ustawodawstwie, kto jest jego obywatelem. Ustawodawstwo to winno być przyjęte przez inne Państwa, byleby było zgodne z umowami międzynarodowymi, zwyczajem międzynarodowym i zasadami prawnymi ogólnie uznanymi w przedmiocie obywatelstwa. Podobnie postanawia Konwencja Rady Europy o obywatelstwie z 1997 r. w art. 3.
Powszechna deklaracja praw człowieka w art. 15 gwarantuje, Każdy człowiek ma prawo do posiadania obywatelstwa. Nie wolno nikogo pozbawiać samowolnie obywatelstwa ani nikomu odmawiać prawa do zmiany obywatelstwa. Międzynarodowy Pakt Praw Obywatelskich i Politycznych w art. 24 postanawia, Każde dziecko ma prawo do nabycia obywatelstwa, podobnie Konwencja o prawach dziecka w art. 7.
W 1955 r. Międzynarodowy Trybunał Sprawiedliwości orzekł, że jest rzeczą każdego państwa suwerennego normować własnym ustawodawstwem nabywanie jego obywatelstwa, jako też nadawać je przez naturalizację przyznawaną przez jego własne organy zgodnie z tym ustawodawstwem. Prawo międzynarodowe wymaga jednak, aby przy nadawaniu obywatelstwa istniał rzeczywisty związek między obywatelem a państwem, obywatelstwo stanowi więź prawną, której podstawą jest społeczny fakt przywiązania, rzeczywista solidarność egzystencji, interesów, uczuć, za którą idzie wzajemność praw i obowiązków.

## Prawa i obowiązki jednostki wynikające z obywatelstwa
Będąc obywatelem określonego państwa jednostce przysługują prawa konstytucyjne, a także inne uprawnienia wynikające z ustawy. Część z nich należy do dziedziny praw człowieka, w związku z czym mogą przysługiwać nie tylko obywatelom państwa, ale także cudzoziemcom. Będąc poza granicami państwa, jednostka może liczyć na ochronę dyplomatyczną i opiekę konsularną ze strony swojego państwa (realizowaną głównie poprzez misje dyplomatyczne i urzędy konsularne).
Z więzi obywatelstwa wynika poddanie jednostki prawu państwa, którego jest obywatelem i obowiązek jego przestrzegania, a w związku z tym spełnianie powinności przez państwo określonych, np. służba wojskowa, płacenie podatków itd.
Konwencja Rady Europy o ograniczaniu przypadków wielokrotnego obywatelstwa oraz o obowiązkach wojskowych w przypadkach wielokrotnego obywatelstwa podpisana w Strasburgu 6 maja 1963 r. w art. 1 postanawia, iż nabycie obywatelstwa jednej ze stron pociąga za sobą utratę obywatelstwa dotychczasowego, art. 2 przewiduje możliwość zrzeczenia się jednego z posiadanych obywatelstw i zachowania drugiego, przy czym rozstrzyga miejsce zamieszkania. Polska nie jest stroną tej Konwencji. Prawo polskie dozwala na podwójne obywatelstwo, jednak obywatel polski nie może wobec władz Rzeczypospolitej Polskiej powoływać się ze skutkiem prawnym na posiadane równocześnie obywatelstwo innego państwa i na wynikające z niego prawa i obowiązki.

## Nabycie obywatelstwa
Obywatelstwo możliwe jest do nabycia poprzez zasadę krwi, albo poprzez zasadę ziemi.

### Pierwotne (poprzez urodzenie się)
W poszczególnych krajach regulacje dotyczące nabywania obywatelstwa mogą być zróżnicowane. Do podstawowych sposobów nabywania obywatelstwa należy urodzenie – z samego faktu przyjścia na świat jednostka staje się obywatelem państwa. Sposób ten nazywany jest pierwotnym nabyciem obywatelstwa.
Praktyka państw doprowadziła w tym zakresie do wykształcenia się dwóch głównych systemów:
- prawo ziemi (łac. ius soli) – dziecko nabywa obywatelstwo państwa, na terytorium którego następują narodziny;
- prawo krwi (łac. ius sanguinis) – dziecko nabywa obywatelstwo, które posiadają jego rodzice, bądź jedno z nich.

### Wtórne nabycie obywatelstwa
Sposoby nabycia obywatelstwa inne niż poprzez urodzenie się określane są jako wtórne. Należą do nich:
- naturalizacja – legalne zamieszkiwanie na terenie jakiegoś kraju przez określony czas może uprawniać do starania się o jego obywatelstwo; dodatkowo mogą się pojawiać wymogi dotyczące znajomości języka, kultury, historii kraju itp.,
- urodzenie – w przypadku znalezienia dziecka, gdy rodzice są nieznani lub nieokreślone jest ich obywatelstwo,
- reintegracja,
- repatriacja,
- prawo opcji – w przypadku dzieci, które utraciły obywatelstwo polskie na skutek oświadczenia woli rodziców.

Przy wtórnym nabywaniu obywatelstwa część państw wymaga zrzeczenia się poprzedniego obywatelstwa, ale niektóre dopuszczają podwójne obywatelstwo.

## Utrata obywatelstwa
Część państw ustanawia także odrębne przepisy dotyczące utraty obywatelstwa, np. z powodu zdrady państwa, ucieczki za granicę przed odbywaniem służby wojskowej itp.
Osoba, która traci jedyne posiadane obywatelstwo staje się apatrydą (bezpaństwowcem).

## Etymologia
Słowo „obywatel” pochodzi z czeskiego obyvatel = „mieszkaniec”. Pojęcie „obywatel” od początku obejmowało przedstawicieli wszystkich stanów i religii, co wynika wprost z przepisów Statutów Litewskich, czym o 223 lata wyprzedzało rewolucyjnie szeroką pojemność francuskiego pojęcia „citoyen”.